# Urban Cowboy
Urban Cowboy är en amerikansk film från 1980 som handlar om hat/kärleksförhållandet mellan cowboyen Bud Davis (John Travolta) och cowgirlen Sissy (Debra Winger).

## Rollista
- John Travolta – Bud Davis
- Debra Winger – Sissy Davis
- Scott Glenn – Wes Hightower
- Madolyn Smith – Pam
- Barry Corbin – Uncle Bob Davis
- Brooke Alderson – Aunt Corene Davis
- Cooper Huckabee – Marshall
- James Gammon – Steve Strange
- Steve Strange – Sam Strange
- Mickey Gilley – sig själv
- Johnny Lee – sig själv
- Bonnie Raitt – sig själv
- Charlie Daniels – sig själv
- Ellen March – Becky
- Jessie La Rive – Jessie